# Сапата Миральес, Бернабе
Бернабе Сапата Миральес (исп. Bernabé Zapata Miralles; род. 12 января 1997, Валенсия) — испанский профессиональный теннисист.

## Спортивная карьера
Сапата Миральес начал заниматься теннисом в возрасте шести лет. За время своей юношеской карьеры он сыграл всего несколько турниров в рамках ITF Junior Tour. Открытый чемпионат США 2015 года был единственным юношеским турниром Большого шлема, в котором он участвовал.
Среди профессионалов, начиная с 2013 года, Сапата Миральес стал выступать в рамках третьего по рейтингу тура ITF Future Tour. Именно здесь он выиграл свои первые три титула в 2015 году, в том числе два в одиночном разряде. В 2016 году он выиграл три титула в одиночном разряде, что позволило ему впервые войти в топ-400. В октябре в Касабланке он также сыграл свой первый турнир на турнире ATP Challenger Tour с более высоким рейтингом, где сразу же вышел в четвертьфинал после победы в квалификации. В 2017 году он выиграл три титула Future.
В 2018 году испанец в основном участвовал в соревнованиях Challengers благодаря своему улучшенному рейтингу. В самом начале года он вышел в свой первый полуфинал на этом уровне в Бангкоке, проиграв Марселю Гранольерсу. После нескольких ранних поражений Сапата Мираллес прошел квалификацию на турнир ATP World Tour в мае в Женеве. Там он преодолел стартовый барьер, одержав уверенную победу над Флорианом Майером, и во втором раунде проиграв Андреасу Сеппи. В октябре 2019 года на турнире ATP Challenger в Гамбурге он вышел в свой первый финал Challenger Tour, в котором сыграл против Ботика ван де Зандсхюльпа, уступил ему 3:6, 7:5, 1:6. 
В 2022 году на Открытом чемпионате Франции по теннису достиг самого высокого результата оформив выход в четвёртый раунд. По пути он преодолел соперничество таких сильных теннисистов из США, как Майкла Ммо, Тейлора Фрица, Джона Изнера. Дорогу в четвертьфинал уступил Александру Звереву. На турнире ATP тура в Буэнос-Айресе, в феврале 2023 года дошёл до полуфинала. 

## Рейтинг на конец года
| Год  | Одиночный рейтинг | Парный рейтинг |
| 2022 | 72                | 571            |
| 2021 | 124               | 921            |
| 2020 | 150               | 762            |
| 2019 | 200               | 862 Т          |
| 2018 | 266               | 507            |
| 2017 | 304               | 1092           |
| 2016 | 410               | 1250 Т         |
| 2015 | 597               | 820            |
| 2014 | 970               | 1365 Т         |